# Prémanon
Prémanon é uma comuna francesa na região administrativa de Borgonha-Franco-Condado, no departamento de Jura. Estende-se por uma área de 28,18 km². Em 2010 a comuna tinha 1 224 habitantes (densidade: 43,4 hab./km²).